# Mysidia mylesi
Mysidia mylesi är en insektsart som beskrevs av Broomfield 1985. Mysidia mylesi ingår i släktet Mysidia och familjen Derbidae. Inga underarter finns listade i Catalogue of Life.